# إدوارد إف. جونز
إدوارد إف. جونز (بالإنجليزية: Edward F. Jones) (3 يونيو 1828، أوتيكا في الولايات المتحدة - 14 أغسطس 1913، بينغامتون في الولايات المتحدة)؛ ضابط، سياسي وروائي أمريكي.